# Armadillo Run
Armadillo Run är ett fysikbaserat pussel-datorspel skapat av Peter Stock.

## Spelets mål
Spelet går ut på att föra ett bältdjur (engelska: armadillo) från en förbestämd startposition till den blå målgången ("portalen"). Till sin hjälp har man olika typer av material att bygga med. Man har även en budget som begränsar hur mycket material som går att köpa per nivå.